# Plaisance (Québec)
Plaisance è un comune del Canada, situato nella provincia del Québec, nella regione di Outaouais.